# Himno de Aguascalientes
El Himno de Aguascalientes es el himno oficial del Estado de Aguascalientes, en México. Fue compuesto por Esteban Ávila Mier, exgobernador del estado, y musicalizado por Miguel Meneses en 1867.

## Letra
Versión corta:

Coro:
Si el traidor a la lid nos provoca

¡Arma al hombro a vencer o morir!
 
Que el rehusar si el clarín nos convoca

Es afrenta en el mundo vivir.
-

Estrofa I y IV
Cuna ilustre de Chávez y Arteaga,

Que a la patria mil héroes le das,

Ciudad bella, hermosísima maga,

Dios te otorgue el progreso y la paz.